# Sankt Michaelisdonn
Sankt Michaelisdonn là một đô thị thuộc huyện Dithmarschen, trong bang Schleswig-Holstein, nước Đức. Đô thị Sankt Michaelisdonn có diện tích 23,06 km², dân số thời điểm 31 tháng 12 năm 2006 là 3680 người.